# Påskekylling
Påskekyllinger bruges som symbol og pynt i forbindelse med påsken. Ligesom påskeæg er kyllinger et symbol på vækst og nyt liv, både i hedensk og kristen tradition. Kyllinger er endvidere et forårstegn, eftersom både æg- og kyllingeproduktion tidligere måtte sættes på pause om vinteren.
Påskekyllinger og høns er gennemgående som postkortmotiv og i forbindelse med chokoladepåskeæg i hele Norden i langt højere grad end påskeharen, som er den tilsvarende skikkelse i Tyskland. Påskeharen er især blevet kendt hos os gennem vareudbuddet til påske i forretninger som Aldi og Lidl, der er tyske. Påskekyllingen er en skandinavisk tradition.